# Fuerza Aérea de Botsuana
El Ala Aérea de la Fuerza de Defensa de Botsuana (en inglés: Botswana Defence Force Air Wing BDF) es el brazo aéreo de las Fuerzas de Defensa de Botsuana.

## Historia
La Fuerza Aérea de Botsuana se formó en 1960 y es parte organizativa de la Fuerzas de Defensa de Botsuana.
Todos los escuadrones se designan con una Z, que se utiliza como designación de «escuadrón». La base principal está cerca de Molepolole y fue construida en su mayoría por contratistas extranjeros entre 1992 y 1996. La base es un proyecto desarrollado en varias etapas que incluía pistas de aterrizaje, calles de rodaje, amplios refugios e instalaciones de almacenamiento de municiones, una sede central y un gran complejo de viviendas y edificios de apoyo. A veces denominado como el proyecto «Eagle», la base ha recibido mejoras continuas desde su creación. Otros aeropuertos utilizados son el Aeropuerto Internacional Sir Seretse Khama en Gaborone y el Aeropuerto Internacional Francistown en la ciudad del mismo nombre.
La columna vertebral de la fuerza aérea consiste en un escuadrón de antiguos CF-116 canadienses que están designados localmente como BF-5. En 1996 se ordenaron trece CF-116 excanadienses (diez CF-5A monoplaza y tres CF-5B de entrenamiento) para reemplazar a los viejos Strikemasters, con otros tres monoplazas y dos biplazas entregados en 2000. El avión fue redesignado OJ-1 a 16. Para el transporte, utiliza aviones Britten-Norman Defenders, CASA C-212 Aviocars, CASA CN-235s and C-130B Hercules. La última incorporación a la flota de transporte fue un ex-AMAR C-130 Hercules para complementar los dos aviones existentes.
Opera una combinación de helicópteros Bell 412EP y 412SP y realiza una variedad de funciones; tales como búsqueda y rescate, evacuación médica, lucha contra la caza furtiva y transporte de tropas/vip. En 1993, se entregaron nueve antiguos Cessna O-2A del Ejército de EE. UU./AMARC para su uso contra la caza furtiva.
En 2011, Pilatus Aircraft Ltd  anunció que las Fuerzas de Defensa de Botsuana habían seleccionado el avión de entrenamiento turbohélice Pilatus PC-7 MkII para reemplazar su flota de Pilatus PC-7, que ha estado en servicio desde 1990. El valor del contrato es de aproximadamente 40 millones de francos suizos para adquirir un flota de cinco aviones de entrenamiento turbohélice PC-7 MkII, con un sistema de entrenamiento basado en tierra que incluye entrenamiento basado en computadora, repuestos, equipo de apoyo, así como elementos de entrenamiento de conversión de pilotos y técnicos. El contrato se firmó en Gaborone el 13 de abril de 2011.
También se cree que Botsuana opera los UAV (vehículos aéreos no tripulado) Silver Arrow y Elbit Hermes 450 ambos de la empresa de defensa israelí Elbit Systems.

## Accidentes aéreos
La Fuerza Aérea ha sufrido una serie de incidentes y accidentes aéreosː
- El 18 de abril de 2002, un avión F-5 se estrelló en la base aérea de Thebephatshwa durante una rutina del día de la fuerza de defensa de Botsuana. El piloto murió.
- El 20 de octubre de 2011, dos PC-7 de las Fuerzas de Defensa de Botsuana estuvieron involucrados en una colisión en el aire sobre Letlhakeng, 100 km al oeste de Gaborone. Dos de los cuatro tripulantes involucrados murieron en el accidente.[6]
- El 27 de junio de 2014, el brazo aéreo de la Fuerza de Defensa de Botsuana perdió un helicóptero AS350 Ecureuil que se estrelló durante un entrenamiento de rutina en la base aérea de Thebephatshwa. Dos pilotos que iban a bordo de la aeronave, fueron trasladados al hospital en condición estable.[7]
- El 9 de febrero de 2017, un CASA C-212 se estrelló cerca del pueblo de Thebephatshwa minutos después de despegar de la base aérea de Thebephatshwa, matando a las tres personas que iban a bordo. El avión se dirigía a la capital, Gaborone, que está a 90 km de distancia.[8]
- El 27 de abril de 2018, un día antes del Día de la Fuerza Aérea de Botsuana, un avión de combate Canadair CF-5 se estrelló en el Gaborone Golf Club durante los ensayos acrobáticos. El piloto fue la única víctima registrada.[9]

## Organización

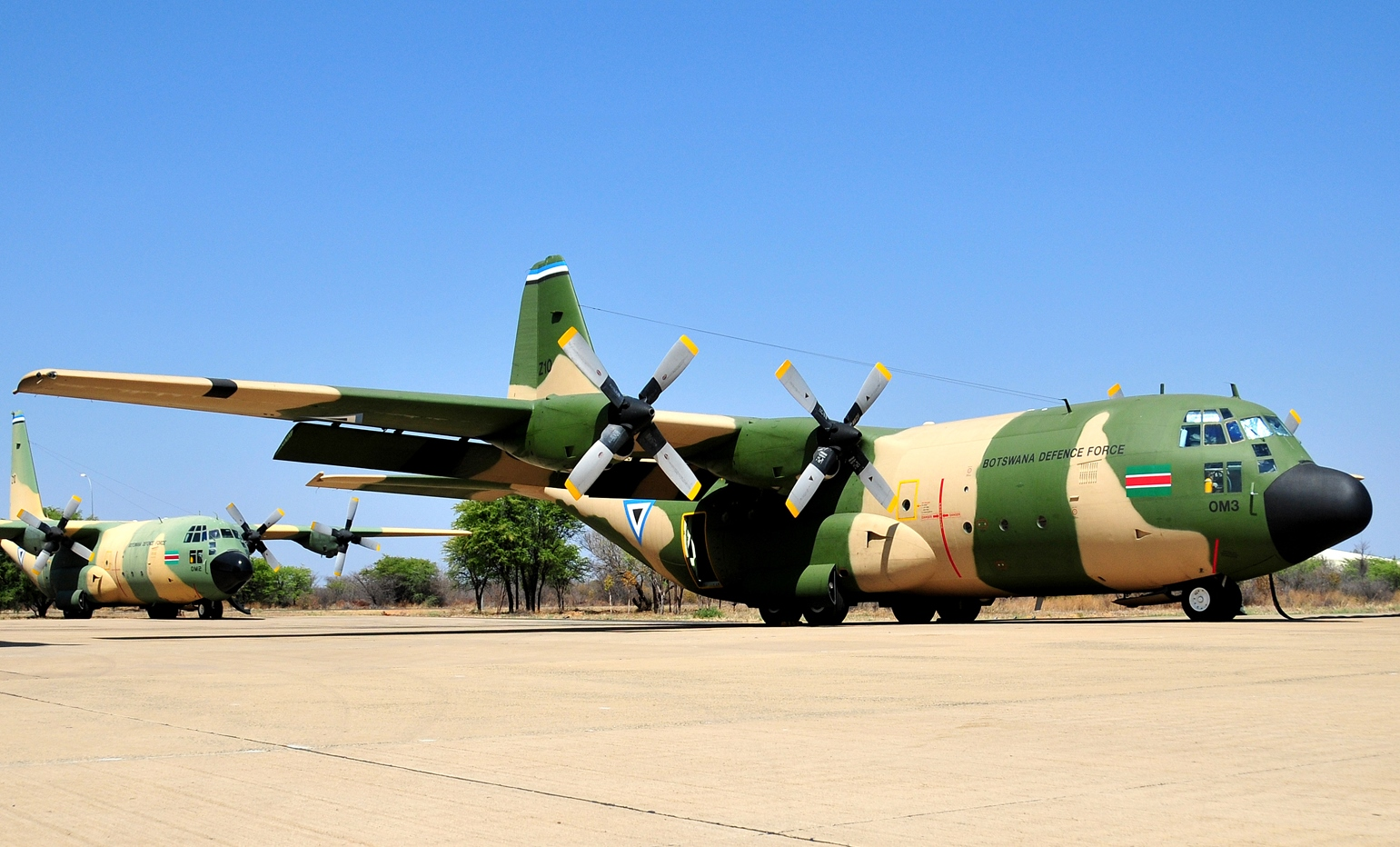
Dos aviones de transporte C-130s

- Z1 Transport Squadron – Base Aérea de Maparangwane
- Z3 Transport (enlace) Squadron – O-2A, Bat Hawk – Aeropuerto Internacional Francistown
- Z7 Training Squadron – PC-7MkII, King Air 200 – Base Aérea de Maparangwane
- Z10 Transport Squadron – C-130, C-212 y CN-235 – Base Aérea de Maparangwane
- Z12 Transport Squadron – Aeropuerto Internacional Francistown
- Z21 Transport/Helicopter Squadron – Bell 412 – Base Aérea de Maparangwane
- Z23 Transport/Helicopter Squadron – AS-350 – Base Aérea de Maparangwane
- Z28 Fighter Squadron – CF-5 – Base Aérea de Maparangwane
- VIP Flight Squadron – G-IV – Aeropuerto Internacional Sir Seretse Khama

### Bases aéreas
La Base Aérea de Maparangwane es la única base aérea completa en Botsuana. El Aeropuerto Internacional Sir Seretse Khama es un aeropuerto civil que alberga los jets vip y el Aeropuerto Francistown es un aeródromo civil/militar conjunto propiedad de la BDF desde 2011.

### Sistema de mando y control de defensa aérea
En 2005, la Botswana Defence Force (BDF) adjudicó a la empresa española Indra un contrato de 7,1 millones de euros para el desarrollo e implementación de un sistema completo de mando y control de defensa aérea. El proyecto comprendió el desarrollo e implementación de un centro de control operativo, compuesto por un total de nueve puestos de seguimiento y control del tráfico aéreo para procesar y concentrar la información sobre el espacio aéreo del país que proporcionan los radares de vigilancia aérea, los enlaces de radiocomunicación con las aeronaves, y sistemas civiles de gestión del tráfico aéreo.

## Aeronaves

### Inventario actual

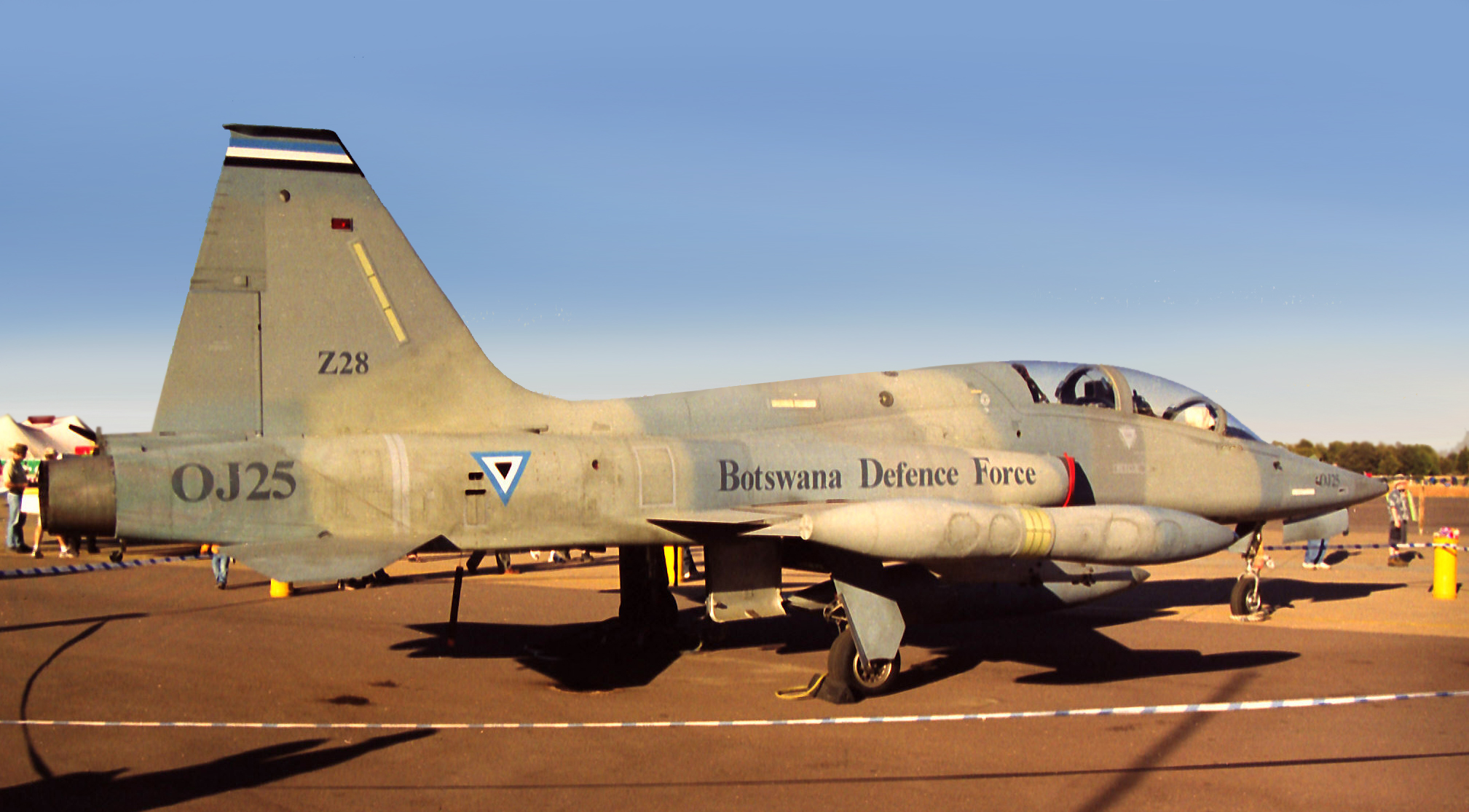
Un CF-5 de la Fuerza de Defensa de Botsuana en exhibición

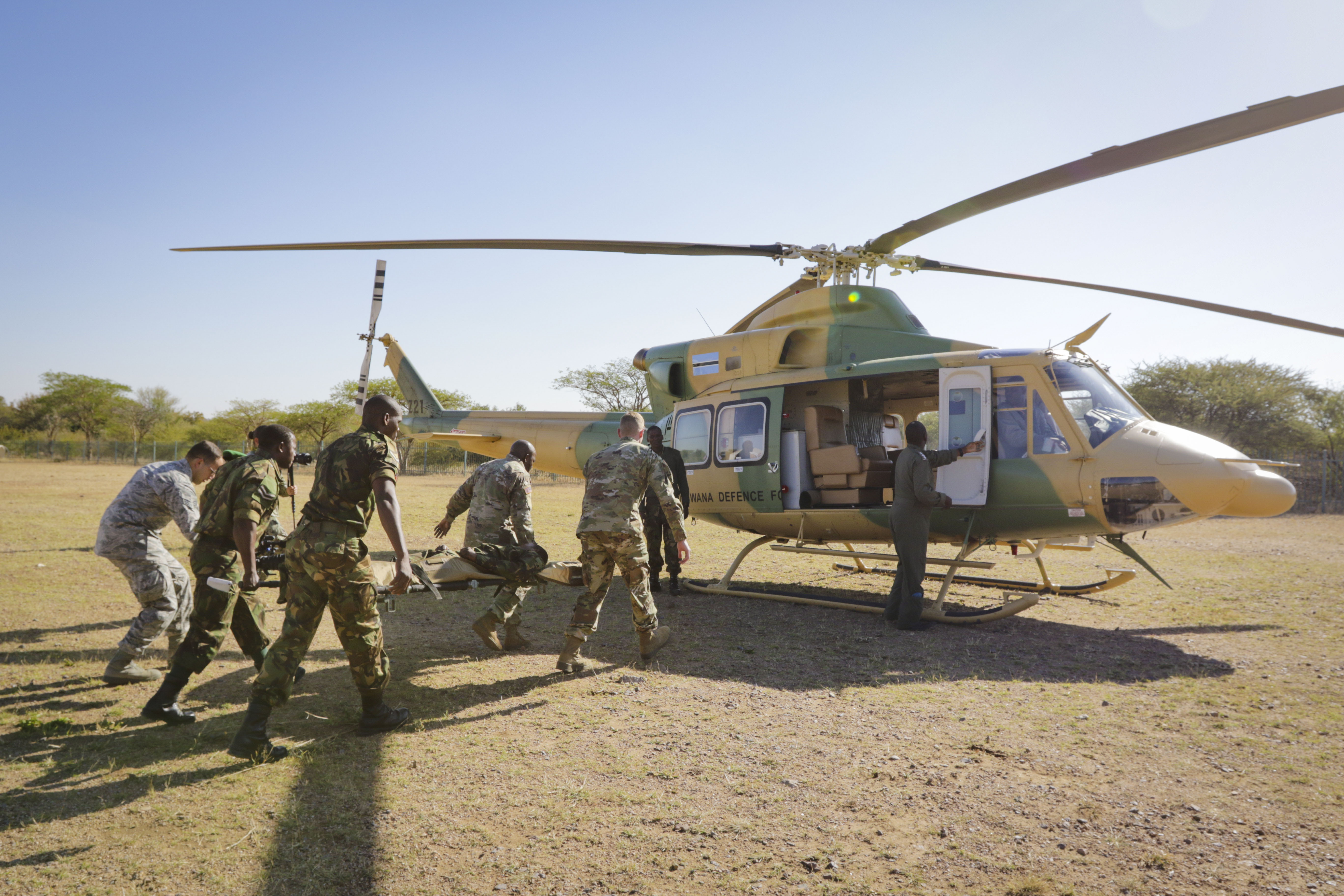
Un helicóptero Bell 412 en 2019.

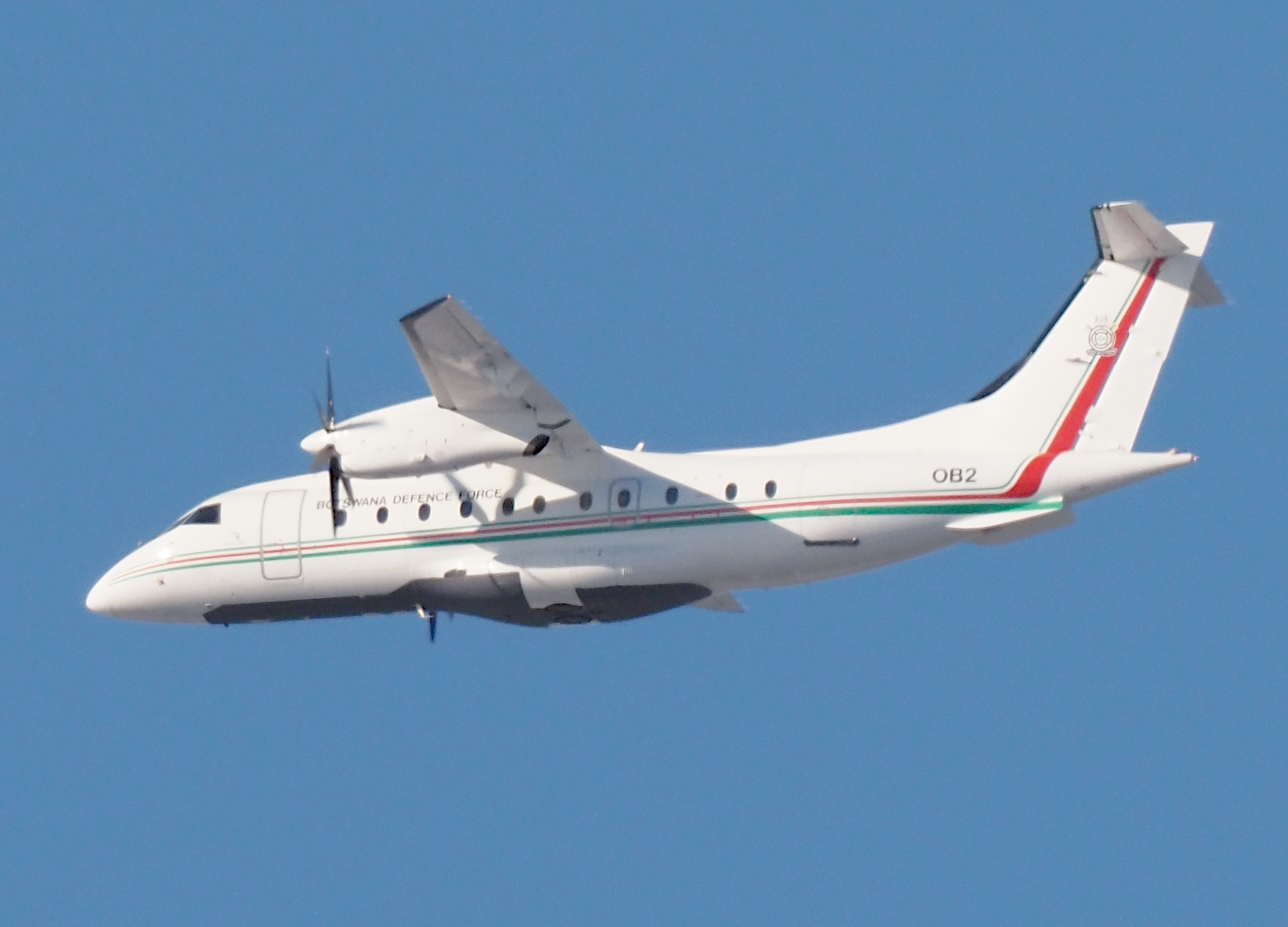
Dornier Do-328-110 de la Fuerza de Defensa de Botsuana

| Aeronave                  | Origen             | Tipo                | Variante    | Número  | Notas                                              |
| Combate                   | Combate            | Combate             | Combate     | Combate | Combate                                            |
| ------------------------- | ------------------ | ------------------- | ----------- | ------- | -------------------------------------------------- |
| Canadair CF-5             | Canadá             | Caza                | CF-5A       | 11      | Variante construida bajo licencia del Northrop F-5 |
| Transporte                |                    |                     |             |         |                                                    |
| C-130 Hercules            | Estados Unidos     | Transporte          | C-130B      | 3       |                                                    |
| CASA C212                 | España             | Transporte          |             | 3       | Capacidad STOL                                     |
| CASA CN-235               | España / Indonesia | Transporte          |             | 2       |                                                    |
| Beechcraft King Air 200   | Estados Unidos     | Transporte          |             | 1       |                                                    |
| Britten-Norman BN-2       | Reino Unido        | Utilitario          |             | 1       |                                                    |
| Dornier 328               | Alemania           | Transporte          |             | 1       |                                                    |
| Bombardier Global Express | Canadá             | Transporte vip      | Global 5000 | 1       |                                                    |
| Helicópteros              |                    |                     |             |         |                                                    |
| Bell 412                  | Estados Unidos     | Utilitario          |             | 6       |                                                    |
| Eurocopter AS350          | Francia            | Enlace / utilitario |             | 10      |                                                    |
| Entrenamiento             |                    |                     |             |         |                                                    |
| Canadair CF-5             | Canadá             | Entrenador avanzado | CF-5D       | 4       | Variante construida bajo licencia del Northrop F-5 |
| Pilatus PC-7              | Suiza              | Entrenador          | Mk II       | 5       |                                                    |

### Aviones retirados
Antiguamente la Fuerza Aérea de Botsuana operaba, los siguientes aviones Gulfstream IV, Cessna 150, Britten-Norman BN-2 Islander, Scottish Aviation Bulldog y Short Skyvans.